# Figueira da Foz

Figueira da Foz läge i Portugal

Figueira da Foz (portugisiskt uttal: [fiˈɣɐjɾɐ ðɐ ˈfɔʃ]
 ( lyssna)) är en stad och kommun i distriktet Coimbra, Portugal. Staden ligger vid floden Mondegos mynning i Atlanten. Kommunen har 62 600 invånare.
Staden är ett turistmål för portugiser och spanjorer och har ett casino.
Figueira da Foz är indelat i 14 freguesias:

- Alhadas
- Alqueidão
- Bom Sucesso
- Buarcos e São Julião
- Ferreira-a-Nova
- Lavos
- Maiorca
- Marinha das Ondas
- Moinhos da Gândara
- Paião
- Quiaios
- São Pedro
- Tavarede
- Vila Verde